# Bolanthus huber-morathii
Bolanthus huber-morathii är en nejlikväxtart som beskrevs av Charles Simon. Bolanthus huber-morathii ingår i släktet Bolanthus och familjen nejlikväxter. Inga underarter finns listade i Catalogue of Life.